# Dormir dehors
Dormir dehors est une chanson du groupe Daran et les chaises parue en 1994 sur l'album Huit barré.
Le clip de la chanson est le plus diffusé en France en 1995 et le succès de ce titre fait accéder le groupe à la notoriété. 
Soirée télévisée d'inauguration de la Bibliothèque nationale de France, le 30 mars 1995.